# Ženski košarkaški klub Gospić
Il Ženski košarkaški klub Gospić è una società femminile di pallacanestro di Gospić, fondata nel 1983.